# Jason Winston George

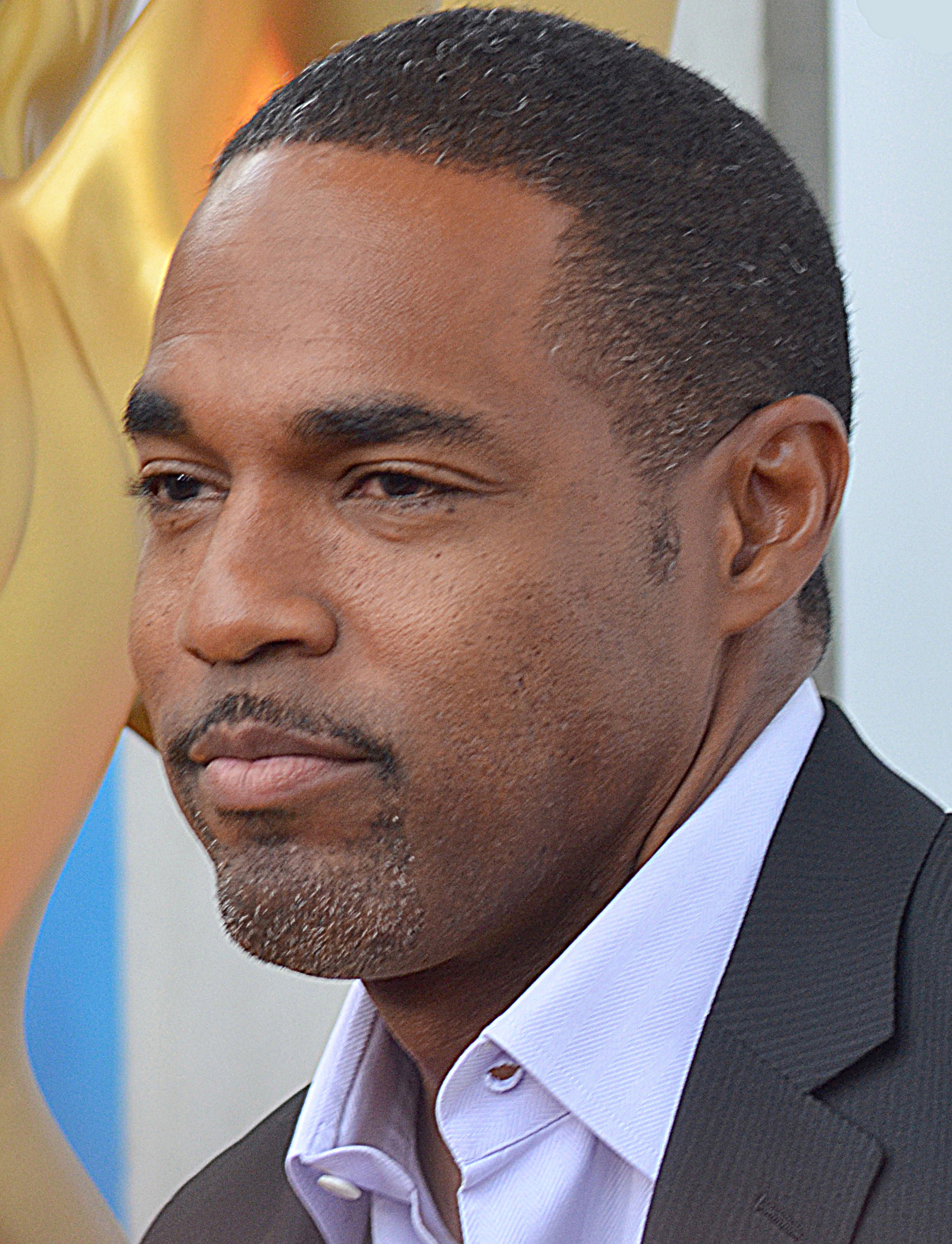
Jason Winston George

Jason Winston George, född den 9 februari 1972 i Virginia Beach, Virginia, USA, är en amerikansk skådespelare, som slog igenom i rollen som Michael Bourne i TV-serien Sunset Beach. Han nominerades till en Daytime Emmy Award för den rollen 1998. Han har även medverkat i TV-serier som Off the Map och Grey's Anatomy där han spelade Ben Warren.

## Familj
Georges mor är före detta lärare och president i "Education Association of Norfolk". Han har en yngre bror Jarvis W. George, även han skådespelare, och en äldre bror. George är sedan 1999 gift och har ett barn.

## Utbildning och hobbies
George studerade vid University of Virginia och Temple University in Philadelphia. Innan han bestämde sig för att bli skådespelare, ville han bli advokat. Han har tränat bland annat så kallad "fight choreography". Han är dessutom duktig i bland annat dans och jonglering och älskar att spela fotboll.
Han fick rollen i Aaron Spellings TV-serie Sunset Beach 1996 innan han tagit sin examen i skådespeleri, den examen tog han senare.